# 錦山彰
錦山 彰（にしきやま あきら）は、セガのアクションゲーム「龍が如くシリーズ」に登場する架空の人物。
担当声優は中谷一博。

## 概要
東城会直系堂島組の元若衆であり、東城会直系錦山組組長。背中に緋鯉の刺青を入れた桐生一馬の親友にして後にライバルとなるヤクザ。下の名前で呼ばれる事はほとんど無く、桐生をはじめとする親しい人間からは「錦」、「錦山君」と呼ばれる。
ただし「ONLINE」では風間から「彰」と呼ばれることもある。
髪型は『1』の序盤及び『0』では長髪のワンレングス、凶変後はオールバックであり、服装は『1』では白のスーツに黒のカッターシャツ、ワニ柄の靴といった装いで『0』ではワインレッドのスーツに黒地に金の模様が入った柄シャツを着用している。煙草は『0』ではキャビン、『極』ではハイライトを愛煙している。
交友関係が広く処世術に長け、組で出世することを狙って積極的に動いてはいたものの、「カラの一坪」の事件で桐生が名を轟かせてからは周囲から常に桐生と比較され、自身は桐生ほどの器がなくさしたる経歴もないために組に媚を売る事しか出来ない男として見下されるようになる。これに加えて由美に好意を寄せているが由美が桐生に対して特別な感情を抱いていることもあり、桐生に対して嫉妬やコンプレックスを感じている。1995年に桐生が身代わりとして逮捕されてからは彼に対する罪悪感も渦巻くようになり、複雑に絡み合った感情と様々な悲劇や絶望によって追い詰められていった。
戦闘において、『1』では力を溜めての打撃を主体とした戦法の他、桐生ですら持ち上げることのできない調度品を強引に振り回す事ができる。『0』では桐生のチンピラスタイルさながらの荒々しい攻撃の他に挑発からのカウンターやタックルからの双手刈などの特殊な攻撃も行う。『極』では『0』をベースに柏木に似た空手のスタイルを織り交ぜて戦う。

## 劇中での活躍
回想での主な出来事
物心がつく前から養護施設である「ヒマワリ」で出会った桐生一馬や澤村由美、父とも呼べる存在である風間新太郎、そして唯一の肉親である病弱の妹・優子と共に日々を過ごす。その後、関東最大の極道組織である東城会系の組に所属していた風間（東城会直系堂島組若頭で、堂島組内風間組組長）の反対を押し切って桐生と共に中学校を卒業（1984年3月）と同時に堂島組へと入り、1985年（当時17歳）に親子盃を交わして正構成員となる（『1』）。

### 龍が如く0 誓いの場所
堂島組若衆として登場し、上昇志向がなく不器用な桐生とは対照的に組内で目を掛けられるために兄貴分のホステスの手配など器用に立ち回っている。またシノギは自立しており人材派遣、ホステスのスカウト業、飲食店の警備などで年収は『0』時代の錦山数千万円ほどとされる。後の桐生との行き付けとなるバー「セレナ」はこの頃からお気に入りであり、ママの麗奈とも既に親しかった。
1988年12月（当時20歳）に桐生が堂島組と敵対した後も窮地の桐生を助けるために奔走し、後に立華を渡そうとしない桐生の命を堂島組の三幹部が狙った際は、阿波野の脅しを振り切った桐生を車に乗せて郊外に向かう。堂島組の裏切り者に対する惨い仕打ちを桐生が受けるよりはせめて自分の手で殺そうとするが結局は出来ず、逆に錦山を巻き込むまいとした桐生から兄弟の縁を切られる。
その後、堂島組構成員から桐生を殺すように強要された際は風間や桐生を裏切ることが出来ないという気持ちから堂島組と敵対することを決意。「俺はお前に一生つきまとってやる」とまで言い切るほどの覚悟の強さに桐生も折れ、以降は桐生と行動を共にする。堂島組に連れ去られた立華を救うべく久瀬の元へ乗り込むも、時既に遅く立華は助からず、それにショックを受けたマコトが失踪している事に桐生共々気付けなかった。その後はマコトを探していたが、同じくマコトを探しに神室町にやってきた真島吾朗と一戦を交え、真島がマコトの味方であると信じマコトが居なくなったことを伝える。
最終決戦では桐生と芝浦に向かい、柏木率いる風間組が埠頭の敵を抑え付けている間に桐生と共に船へと乗り込む。その後、背後から追ってきた渋澤組構成員を足止めするためにその場に残り桐生に渋澤を止めるように全てを託した。桐生と渋澤の決着後は尚も渋澤を殺意を持って殴ろうとする桐生を力ずくで制止し、彼を涙ながらに説得する。事件後は桐生が堂島組に復帰したことを知って最初は驚愕し、先の騒動で敵意を買っている堂島組に戻る事の危険性を諭しつつ何故敢えてそうするのかと疑問を投げかけて三次団体の風間組への移籍を勧めるが桐生からその理由と覚悟を聞いたことで安堵する。
この頃は桐生に対する嫉妬やコンプレックスは特に見られず、一心同体の兄弟分として桐生との絆の強さが詳細に描かれている。作中では桐生に対して「お前と一緒じゃなきゃ駄目だ」「お前のいない東城会でのし上がっても意味がねえ」とまで言い放つが、それが彼らの未来を暗示するような形になってしまっている。また、最終決戦後も渋澤を殺そうとした桐生を「踏みとどまれ」「いつか最後の一線を越えなきゃならねえ時が来たら、その時は俺も一緒に越えてやる」と訴えていたが、結果として『1』で錦山一人が「最後の一線」を越え、桐生も「いなくなった」ことで二人の運命は狂っていく。

### 龍が如く
1995年10月1日（当時26歳）に好意を寄せていた由美が堂島組長に拉致されたと知り、激昂して組に乗り込み、衝動的に組長を銃殺してしまう。幸いにも他の人物に発見される前に桐生がその場に駆けつけたが、親殺しをした錦山は警察に出頭しても懲役、しなくても極道における最大の罪を犯したとして堂島組に一生狙われ、絶縁される可能性がある。病気の妹の面倒を見なければならない錦山にとってそれは致命的だと考えた桐生が親殺しの罪を被ったことで、錦山はその場は難を逃れる。なお、常日頃の桐生の人柄から、桐生が本当に犯人であるとは信じていない者も組内にも多数いたが、錦山が真犯人である事は居合わせた3人以外に目撃者がおらず由美も記憶喪失に陥り当時はバレなかった。警察も、伊達はしつこく桐生に尋問していたものの、上が「ヤクザの殺人事件に必要なのは早期解決であって真犯人捜しではない」として捜査をしようとしなかったため、桐生が犯人と言う事で決着した。
堂島組を吸収し、二次団体になった風間組に移籍、その後独立して後に直系となる錦山組を旗揚げする。その後は様々な要因から別人のような冷酷な人間に豹変し、目的の為なら手段を選ばずどんな犠牲も厭わなくなってしまった。2005年12月（当時37歳）に神宮が流した盗まれた100億の情報と東城会の跡目を記した遺言状の存在を知り、東城会の頂点に立とうと画策。世良の暗殺や風間の狙撃と非道を重ね、桐生とは一度セレナで対面するも最早互いに相容れる余地は無く、完全に決別する。風間を匿っていたシンジを盗聴して居場所を探り、荒瀬を差し向けてシンジと麗奈を容赦なく殺させるなど、完全に「鬼」と化していた。最後はミレニアムタワー最上階のアレスに現れ、神宮を倒した桐生と対峙し、自身の本心を吐露。桐生と互いのケジメのための最終決戦で死闘を繰り広げた末に敗北する。直後、再び襲ってきた神宮に由美が撃たれ、桐生も窮地に立たされると、改心してナイフで神宮を突き刺して桐生を救う。その際に自身も撃たれて致命傷を負い、最後のケジメとして100億に仕掛けられた爆弾に発砲し、神宮と彼の100億円を道連れにして桐生の目の前で爆死する。
『極』では桐生が服役していた間の10年間（正確には豹変するまで）について描かれている。

桐生に対して罪悪感を抱えていた錦山に、風間が組を立ち上げろと持ち掛ける。中々首を縦に振らない錦山だったが、「出所してきた桐生の受け皿になってやれ」との言葉に組を立ち上げる事を決意する。風間の厚意で、シノギに不慣れな錦山に学ばせる目的も兼ねて風間組から松重を始めとする風間組組員が出向してきて錦山組の初期構成員となったが、その松重は「シノギの太さこそが極道の格だ」として錦山を見下していたため、錦山は組員を統制する事ができずに苦労する。このような松重の悪意ある罵倒だけでなく時に柏木などからの悪意のない言葉でさえも「桐生だったら」と至る所で桐生と比較され、嶋野からも風間の意図は桐生に組を持たせることであり、その時に扱いに困るであろう錦山にわざと松重のような者を付けさせて音を上げるのを待っているという推測を聞かされ、錦山のプライドはボロボロになっていく。
そして妹の優子の病死が決定打になる。優子の主治医である日吉から「助けるには臓器移植が必要だが正規の手順で順番待ちをしていたら間に合わない。臓器ブローカーに3000万円の紹介料を支払わなければならない」と言われ、その資金の捻出に走る事になる。しかし確たるシノギを持っていない錦山にはどうする事もできず、断腸の想いで日ごろから自身をバカにしている松重に頭を下げるがそこでも松重は「お前のためにやってやってんだよ」という名目で風間が懇意にしてみかじめを取らないでいる店からみかじめを取るなど仁義を無視した行動を取り続け、徹底的に見下され続ける。そしてそんな思いをしてまで用意した3000万は日吉が裏切って持ち逃げし自身の借金返済に使ってしまい優子は助からなかった。挙句の果てに日吉の借金を取り立てていたのは他ならぬ松重自身であったことが分かり、錦山のしていたことが全て無駄に終わってしまった。
不幸に不幸が重なり精神的に追い詰められ、ナイフで自殺を図ろうとしていた所にシノギの報告に来た松重がまたもや桐生との比較で錦山を愚弄したため逆上して松重を殺害。組員はおろか風間や自分自身さえも信じられない極度の人間不信に陥ってしまい東城会のトップに立つという野望だけが心の支えとなっている状態になり、その野望のためであれば手段を選ばず誰であろうと殺すほどの冷酷な性格になり果ててしまった。

### 龍が如く ONLINE
過去のエピソードで登場し、『0』の事件の後も桐生のために自分の犠牲を惜しまないなど、熱き人間性が見られた。また、別のシナリオ（『極』の性格豹変後の時系列）ではかつて自分を騙した日吉を発見し、彼の逃亡を手引きすると見せかけて臓器売買のブローカーに3000万円で売り飛ばした。
神田のエピソードでは東城会の身内のシマを次々と奪いながら勢力を拡大する一方で恨みを買うが神田に任せて解決させる手腕を見せた。